# Stephen Weeks
Stephen Weeks (Hampshire, 1948) és un director, escriptor i productor de cinema britànic. Va començar a fer pel·lícules als 16 anys i va fer el seu debut destacat als 22 amb I, Monster.

## Filmografia selecta
- I, Monster (1972)
- Sir Gawain i el cavaller verd (1973)
- Ghost Story (1974)
- Scars (1976)
- L'espasa del cavaller (1983)
- The Bengal Lancers! (1984)

## Guardons
El 1975 va guanyar el Premi del Jurat Internacional de la Crítica per Ghost Story al VIII Festival Internacional de Cinema Fantàstic i de Terror	.